# Lisove, Malîn
Lisove (în ucraineană Лісове) este un sat în comuna Holovkî din raionul Malîn, regiunea Jîtomîr, Ucraina.

## Demografie
Componența lingvistică a localității Lisove
     Ucraineană (97,06%)
     Rusă (2,94%)
Conform recensământului din 2001, majoritatea populației localității Lisove era vorbitoare de ucraineană (97,06%), existând în minoritate și vorbitori de rusă (2,94%).